# 张家乡 (大荔县)
张家乡是中国陕西省渭南市大荔县下辖的一个乡。

## 行政区划
张家乡下辖以下行政区：
张家村、沙洼村、新兴村、朱家村、李家村、芟稼庄村、老庄村、马家洼村、十里滩村、朝阳村